# Bromssystem
Bromssystem, ett system som används för att minska hastigheten på ett fordon eller förhindra att fordonet sätts i rullning.
I Sverige ska motorfordon för vägtrafik enligt lag ha två av varandra oberoende bromssystem, en färdbroms och en parkeringsbroms. Färdbromsen är den broms man normalt använder under färd, till skillnad från parkeringsbromsen som används då fordonet står stilla. På en bil manövreras färdbromsen normalt med en pedal medan parkeringsbromsen  dras åt med handen med hjälp av en spak, via en pedal till vänster om färdbromspedalen, eller ansätts rent elektriskt.
För tåg gäller helt andra förutsättningar och andra lösningar. Se tågbroms.
Flygplan har dels klaffsystem för bromsning i luften och dels hjulbromsar och reversering vid landning.
Båtar bromsar genom att skeva propellerbladen eller reversera rotationsriktningen.

## Teknik

Översikt bromssystem

Bromssystem kan bygga på olika tekniker. De vanligast förekommande är pneumatiskt, hydrauliskt samt mekaniskt. 

### Pneumatiskt bromssystem
På lastbilar och bussar är det vanligt med pneumatiska bromssystem. Principen för dessa är i princip samma som för ett hydrauliskt system, men med tryckluft i stället för bromsvätska. När bromspedalen trycks ned släpps luften genom en ventil in i bromscylindrarna - ju större lufttryck desto större bromskraft. Om bromspedalen släpps upp släpps luften ut igen.
För bakhjulen på en lång lastbil eller buss finns reläventiler. Det innebär i korthet att en mindre mängd luft används för att "signalera" från bromspedalen till bakhjulsbromsarna att bromsa. Reläventilen fyller då bromscylindrarna med luft från en särskild behållare. Om detta system inte fanns, skulle det ta längre tid innan bakhjulen började bromsa. En liknande konstruktion finns på släpvagnar, man har då en matarledning och en manöverledning till släpvagnen.
Tryckluftsbromsar kräver en kompressor för att fungera. Denna drivs av bilens motor, vilket innebär att luften så småningom läcker ut om motorn är avstängd. För att inte bilen ska gå att köra iväg innan det finns tryckluft nog att bromsa, så använder man inverterad parkeringsbroms. Den fungerar så här:
När tryckluftsystemet är tomt pressas bromsbackarna/bromsbeläggen an med full kraft av fjädrar. När handbromsspaken läggs i lossläge motverkas fjäderkraften av en tryckluftcylinder, och hjulen kan rulla. Om trycket försvinner handbromsas bilen automatiskt.
Tåg har en alldeles speciell typ av pneumatiskt bromssystem. Se tågbroms.

### Hydrauliskt bromssystem
Kraften från bromspedalen och huvudbromscylindern överförs till hjulets bromscylinder via vätska i bromsrör. Bromscylindern pressar antingen samman två bromsbelägg mot en bromsskiva eller så pressas två bromsbackar ut mot en bromstrumma. Personbilar har vanligtvis hydrauliskt bromssystem till färdbromsen (fotbromsen). Tunga fordon skulle överhetta vätskan så de har pneumatiskt bromssystem istället. 
Bromsvätskorna är huvudsakligen av silikon eller mineraloljebas.

### Mekaniskt bromssystem

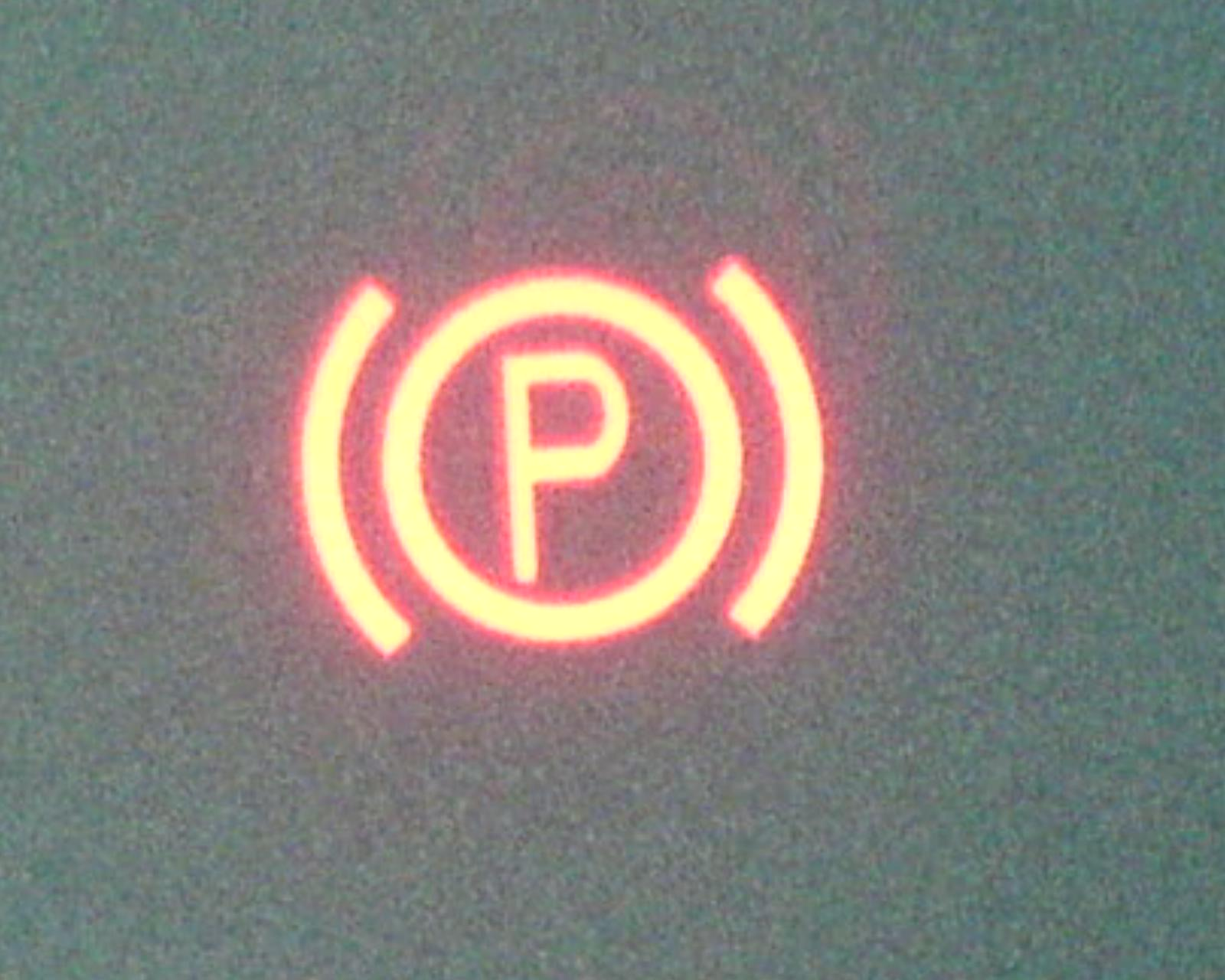
Varningslampa för handbromsen

Kraften från bromspedalen/bromshandtaget överförs till hjulets broms med hjälp av ett stag eller en vajer. I övrigt fungerar det mekaniska bromssystemet i princip som det hydrauliska. Personbilar har vanligtvis mekaniskt bromssystem till parkeringsbromsen (handbromsen).

### Elektroniskt bromssystem
Huvudartikel: EBS (fordonsteknik)
På lastbilar och bussar finns ofta numera elektroniska bromssystem, där bromspedalens läge känns av av en dator. Den styr sedan bromsningen via "modulatorer" vid hjulen som släpper fram tryckluft i rätt mängd. Fördelen är snabbare reaktion eftersom ett rent pneumatiskt system ger en fördröjning genom att trycket måste byggas upp genom ledningarna. Man kan också få ett jämnare slitage på bromsskivorna eftersom datorn styr ut jämn bromsning vid lättare inbromsningar och av säkerhetsskäl kraftigare fram endast vid hårda inbromsningar. Man får ganska lätt med funktioner som till exempel ABS och sladdhävning. Av säkerhetsskäl finns ett enklare tvåkrets pneumatiskt system i reserv som tar över om elektroniken fallerar eller strömmatningen försvinner. Elektroniska system börjar förekomma på personbilar också även om fördelen är mindre vid hydrauliskt system och de är ganska dyra.

## Säkerhet
Fordonstillverkare har på olika sätt löst problemet med att bromssystem kan sluta fungera. Trots att lagen enbart föreskriver att fordon måste ha två av varandra oberoende bromssystem, så har de flesta fordonstillverkare sett till att det så länge som det är möjligt ska finnas två fungerande system på fordonen. På både de pneumatiska och hydrauliska bromssystem skulle ett brustet bromsrör innebära att hela bromssystemet slås ut. Därför har man två parallella system. (Parkeringsbromsen i ett pneumatiskt bromssystem är dock gjord så att ett förlorat tryck bromsar fordonet).

### En-krets hydrauliskt bromssystem
En-kretsbromssystem innebär att samtliga hjul sitter sammankopplade i ett och samma rörsystem. Om ett bromsrör eller annan detalj i en-kretssystemet skulle brista förloras funktionen i hela bromssystemet. 

### Två-krets hydrauliskt bromssystem
Två-kretsbromssystem innebär att det finns två av varandra oberoende rörsystem (krets) till bromssystemet. Om ett bromsrör eller annan detalj skulle brista så slås endast det ena rörsystemet ut. Olika fordonstillverkare har delat in hjulen i olika kretsar och vad som händer vid ett kretsbortfall varierar beroende på kretsindelningen.
I Sverige måste alla bilar från och med 1974 års modell vara försedda med tvåkretssystem.

### Axelvis kretsindelning
Framhjulen tillhör en krets och bakhjulen den andra kretsen. Om den främre bromskretsen drabbas av en skada kommer fordonet dels att vara svårbromsat eftersom de främre hjulen har den största belastningen vid inbromsning och bakhjulen har all bromseffekt men liten belastning. 

### Sidovis kretsindelning
De högra hjulen tillhör en krets och de vänstra hjulen den andra kretsen. Om den högra bromskretsen drabbas av en skada kommer fordonet att gira åt vänster vid inbromsning.
På grund av detta används detta system inte så ofta utan indelningen göres ofta diagonalt vilket till viss del motverkar detta.

### Diagonal kretsindelning
Höger framhjul och vänster bakhjul ingår i en krets och vice versa. På så sätt motverkas sneddragning vid inbromsning.

### Triangelformad kretsindelning
Triangelformad kretsindelning betyder att krets ett består av båda framhjulen samt ett bakhjul och krets två består av båda framhjulen och det andra bakhjulet. Med denna kretsindelning har framhjulen alltid jämn bromseffekt oavsett vilken krets som drabbats av skada. Denna kretsdelning har få eller inga nackdelar mot rörbrott men resulterar i totalt bromsbortfall om ett bromsok på framhjulen överhettas. Bromsok kan överhettas om det kärvar eller ovan förare bromsar i långa utförsbackar i stället för att motorbromsa.

## Andra bromssystem

### Handsbroms

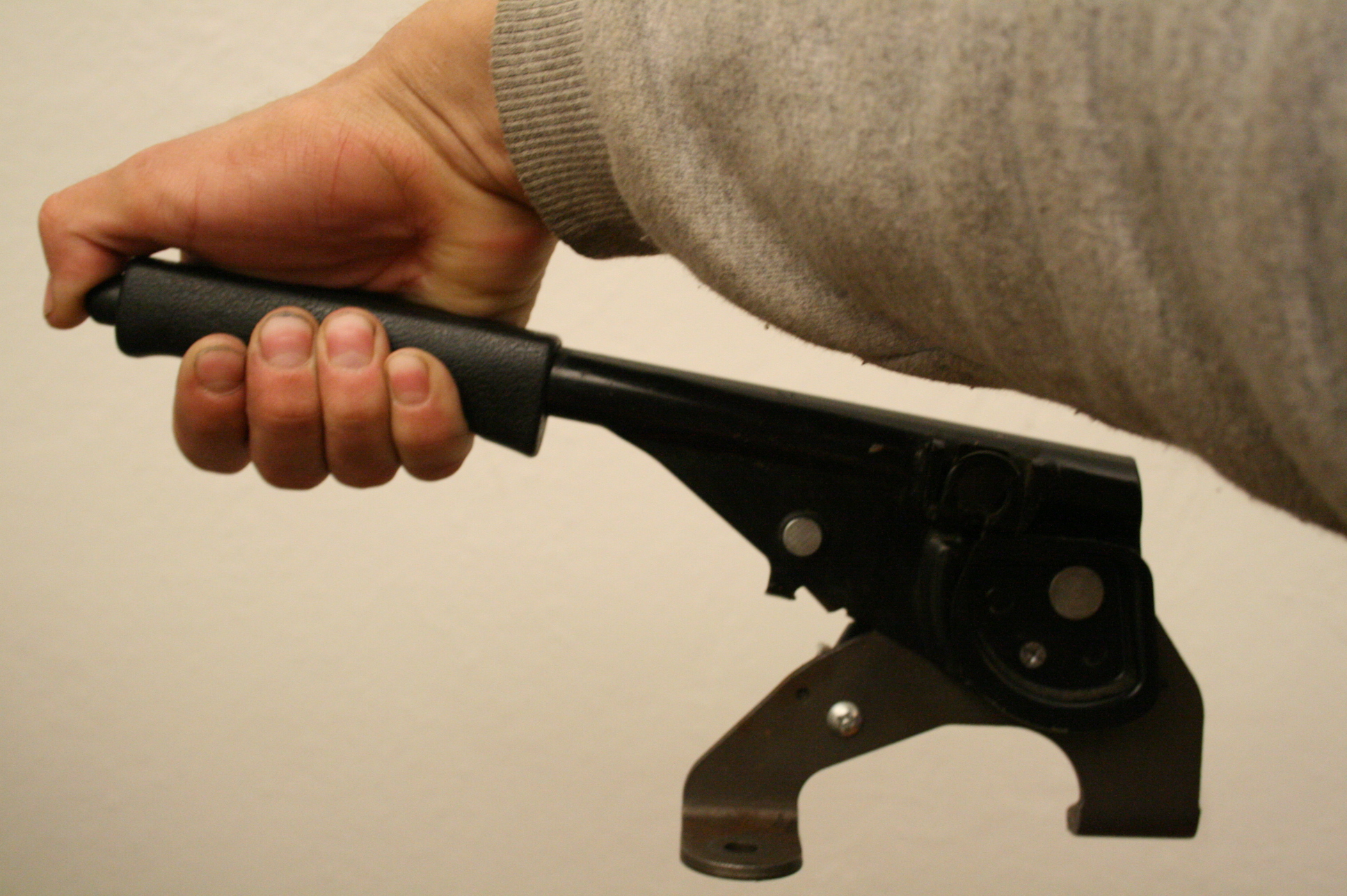
En handbroms.

En handbroms är en broms som sätts an när man lämnar fordonet för att förhindra rullning. Handbromsen utgör även en nödbroms när färdbromsen ej fungerar och är ett lagkrav i de flesta länder. Handbromsen manövreras vanligen manuellt, elektriskt eller med luft.
Mekanisk Handbroms är i dagsläget vanligast för personbilar. Föraren trampar på en fotpedal eller drar i en spak och kraften överförs till hjulens bromsar med hjälp av ett stag och/eller en vajer som i sin tur aktiverar färdbromsens trumbroms eller en separat trumbroms. En annan lösning är att vajern drar i en hävarm på färdbromsens bromsok som pressar bromsklossar mot bromsskivan. En spärr ser till att kraften bibehålls efter att foten/handen tagits bort.
På vissa tyngre fordon och terrängbilar sitter handbromsen som en trumma eller skiva på kardanaxeln och kan därför bromsa samtliga drivhjul om allhjulsdrift är inkopplad.
Elektromekanisk broms blir allt vanligare på personbilar. Pedalen eller spaken är då ersatt med en liten strömbrytare och en elektromagnet alstrar kraften som krävs för att applicera handbromsen. Elektromagneten kan dra i handbromsvajern, alternativt sitta direkt på bromsoket (se mekanisk handbroms). Handbromsen kan lossas med gaspedalen, vilket underlättar start i backe. Nackdelen är att den inte kan användas under färd, vilket vore bra i en nödsituation då färdbromsen fallerat. Dock kan många bilar nödbromsas med handbromsknappen genom att ABS- systemet aktiveras och stoppar bilen. 
Pneumatisk (tryckluft) handbroms är vanligast för lastbilar. En kraftig skruvfjäder pressar på en tryckstång som pressar ut backarna i handbromsen (trumbroms). För att lossa bromsen förses en bälg med tryckluft som orkar motverka fjäderns kraft. När bromsen skall appliceras släpper man ut tryckluften ur bälgen och fjädern låser då bromsen.

### Dörrbroms
Dörrbroms är ett system som brukar finnas på bussar i linjetrafik. Dörrbromsen bromsar bussen automatiskt när någon av bussens dörrar är öppna (aktiveras först när bussen står stilla). När en dörr öppnas, vrider sig ett metallbleck automatiskt så att tryckluft kan passera in till färdbromsarnas bromsklockor. Tryckluften pressar ett membran som buktar sig och pressar en tryckstång som i sin tur vrider en hävarm som vrider en excenter som i sin tur pressar bromsbackarna mot bromstrumman. På nyare bussar görs detta i en dator (en styrenhet) istället, för att kunna få mer avancerad funktion, till exempel att gaspedalen inte fungerar så längre dörren är öppen.